# Кнежевич, Владимир
Владимир Кнежевич-Володжя (серб. Владимир Кнежевић Волођа; 1915, Вашково, около Плевли — ночь со 2 на 3 октября 1942, Трново, около Мрконич-Града) — югославский черногорский партизан Народно-освободительной войны Югославии, Народный герой Югославии.

## Биография
Родился в 1915 году в деревне Вашково около Плевли (Черногория). Черногорец, родом из крестьянской семьи. Окончил среднюю школу в 1935 году, продолжил обучение в Белградской военной академии, окончил её с отличием. Служил в Югославской королевской армии, с апреля 1940 года поручик и командир батареи. Участвовал в Апрельской войне и сражался на Драве и за Сараево. 17 апреля 1941 после капитуляции вернулся домой, где присоединился к партизанскому подполью.
Кнежевич участвовал в восстании 13 июля 1941 года, командуя отрядом из района Плевли. В октябре 1941 года был назначен начальником Главного штаба народно-освободительных партизанских отрядов в Санджаке, до конца года командуя несколькими ротами численностью 800 человек суммарно. С конца 1941 года член Коммунистической партии Югославии. С первой половины 1942 года руководил двумя отрядами и несколькими батальонами, которые сражались во время итало-немецкой антипартизанской операции «Трио» под Мойковацем, между Лимом и Чехотиной, около Косаница-Любишной. Под натиском четницко-итальянских войск большая часть партизан отступила.
С 5 июня 1942 Кнежевич командовал 3-й Пролетарской Санджакской ударной бригадой, которая после своего образования приняла боевое крещение в долинах Тары и Пивы. 3-я Пролетарская бригада в составе ударной группы пролетарских бригад под командованием Верховного штаба участвовала в походе в Боснийскую Краину: сражалась на железной дороге Сараево — Кониц, штурмовала Прозор, за что удостоилась благодарности от Верховного главнокомандующего НОАЮ Иосипа Броза Тито. Дважды занимала Шуицу, вела бои на линии Шуица — Купрес. В августе после успешного взятия Ливно разделила свои части на три сектора, контролировавшие соответственно Ливно, Динару и Купрес (участвовала в боях за Купрес). Осенью вела бои за Мрконич-Град.
В ночь со 2 на 3 октября 1942 года Владимир Кнежевич в селе Барачи вместе с Рифатом Бурджевичем (заместителем политического комиссара) и Томашем Жижичем (командиром 4-го батальона) попали в засаду четников и погибли. Их тела были сброшены в Груичскую яму глубиной 20 метров. Останки были найдены и перезахоронены только в 1957 году.
25 сентября 1944 указом АВНОЮ Владимиру Кнежевичу посмертно присвоено звание Народного героя Югославии.